# 硫酸铁
硫酸铁是铁(III)的硫酸盐，化学式为Fe2(SO4)3。无水物存在单斜和菱方两种晶型。其水合物可溶于水。它被用作媒染剂以及工业废水的凝结剂，也用于颜料中。医药上用硫酸铁作收敛剂和止血剂。
中国一些厂家的硫酸铁试剂通常为含铁量21~23%的“Fe2(SO4)3·xH2O”，即x≈6，相对分子质量约为507.73。

## 制备
硫酸铁可通过硫酸、硫酸亚铁热溶液与氧化剂如硝酸或过氧化氢反应得到。
{\displaystyle {\rm {2FeSO_{4}+H_{2}SO_{4}+H_{2}O_{2}{=\!=\!=\!=}Fe_{2}(SO_{4})_{3}+2H_{2}O}}}
其五水合物Fe2(SO4)3可以从含有硫酸的水溶液中通过降温结晶得到。在不同条件下还可以得到其它水合物Fe2(SO4)3·nH2O（n=7.75和9）和酸式盐(H5O2)Fe(SO4)2·H2O、Fe2(SO4)3·H2SO4·28H2O等化合物。